# Зелёная зона города Грозного
Зелёная зона города Грозного — заказник на территории города Грозного и Грозненского района Чеченской республики (Россия).
Создан в 1977 году, для сохранения и восстановления редких и исчезающих видов растений и животных, в том числе ценных видов в хозяйственном, научном, культурном отношениях.
Имеет статус особо сохраняемой природной территории регионального (республиканского) значения.

## Географическое положение
Заказник располагается на территории Грозненского, Шейх-Мансуровского, Ахматовского, Байсангуровского и Висаитовского районов Грозного.
Площадь заказника — 19 тысяч гектаров.

## Фауна
Некоторые представители фауны заказника:
- благородный олень;
- гигантская вечерница;
- европейский тювик;
- лесной кот;
- малый пёстрый дятел;
- малый подковонос;
- малый подорлик;
- могильник;
- слепой крот;
- филин;
- чёрный аист;

## Флора
Некоторые представители флоры заказника:
- бересклет европейский;
- бузина чёрная;
- вербейник;
- вечерница ночная;
- виноград лесной;
- граб обыкновенный;
- груша кавказская;
- девясил высокий;
- диоскорея обыкновенная;
- дуб черешчатый;
- зверобой продырявленный;
- ива козья;
- кизил обыкновенный;
- клён светлый;
- ольха серая;
- ольха чёрная;
- калина обыкновенная;
- калина гордовина;
- каприфоль;
- крушина слабительная;
- ландыш закавказский;
- лещина обыкновенная;
- мать-и-мачеха;
- мушмула германская;
- первоцвет Воронова;
- посконник коноплевидный;
- пустырник пятилопастной;
- пыльцеголовник красный;
- рододендрон жёлтый;
- фиалка,
- физалис обыкновенный;
- хатьма тюрингенская;
- хмель обыкновенный;
- частуха обыкновенная;